# 文件傳輸
文件传输是指计算机文件通过信道从一台计算机传输到另一台计算机。在计算机历史上，针对不同的文件傳輸情况，人們设计了许多文件传输协议。

## 通讯協議
文件传输协议是一种規範，它描述了两台計算機之间應如何传输文件。
一些具體的文件传输协议例子：
- FTP[1]
- SSH文件传输协议
- 安全复制
- HTTP
- Bittorent和Gnutella
- 计算机可能会将文件传输到外部设备，例如闪存盘